# Les Dames du 9e
Les Dames du 9e est un film québécois réalisé par Catherine Martin, sorti en 1998. En 1999, le film a gagné le prix AQCC-Téléfilm Canada pour meilleur documentaire de court ou moyen métrage au Rendez-vous du cinéma québécois.

## Synopsis
Film documentaire sur le Restaurant Eaton Le 9e.

## Fiche technique
- Réalisation : Catherine Martin
- Type : documentaire
- Durée : 51 minutes